# 阿維斯 (葡萄牙)
39°3′N 7°53′W / 39.050°N 7.883°W
阿維斯（葡萄牙語：Avis），是葡萄牙的城鎮，位於該國中部，由波塔萊格雷區負責管轄，始建於1218年，面積605.97平方公里，2011年人口4,571，人口密度每平方公里7.54人。

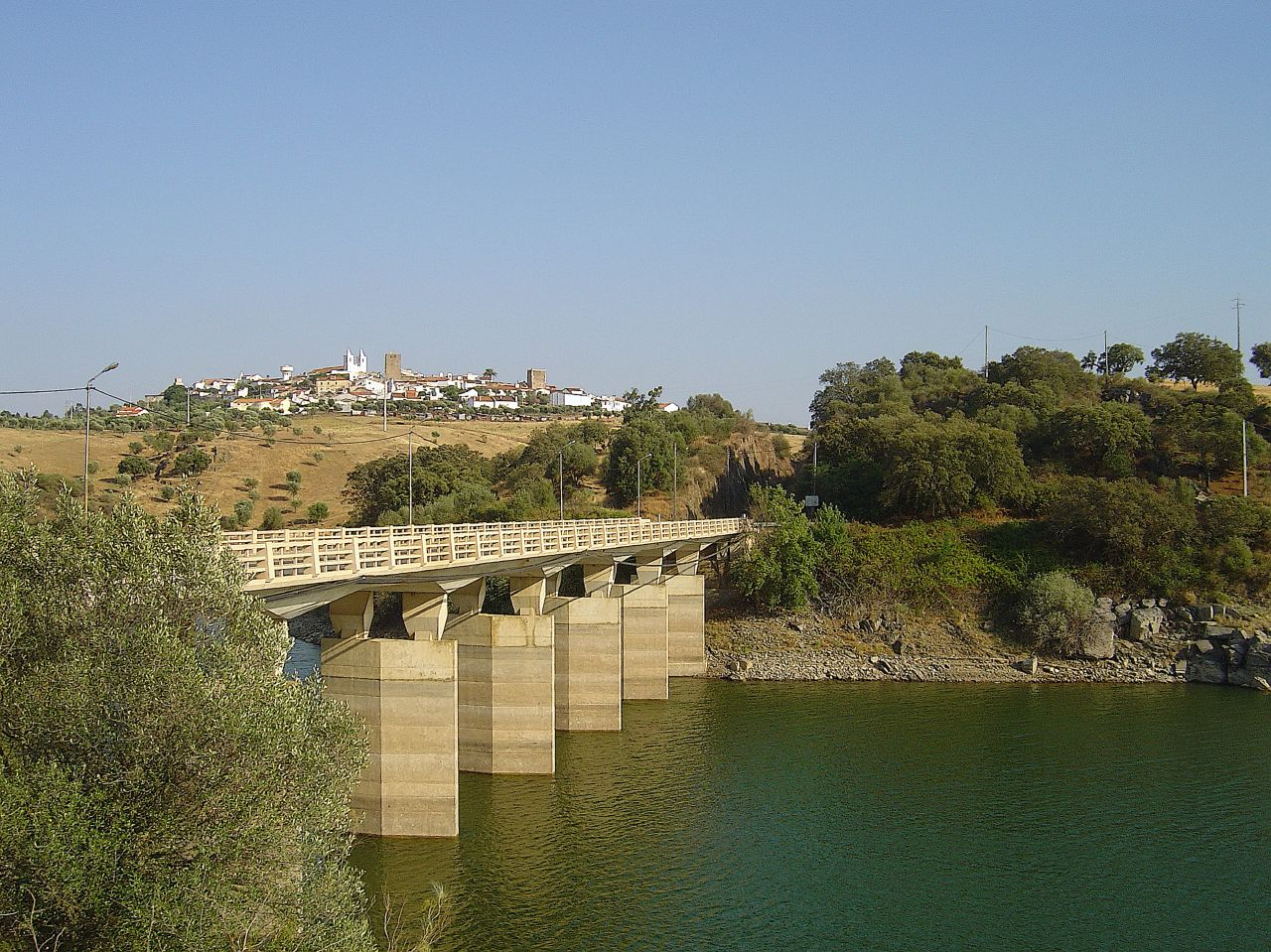

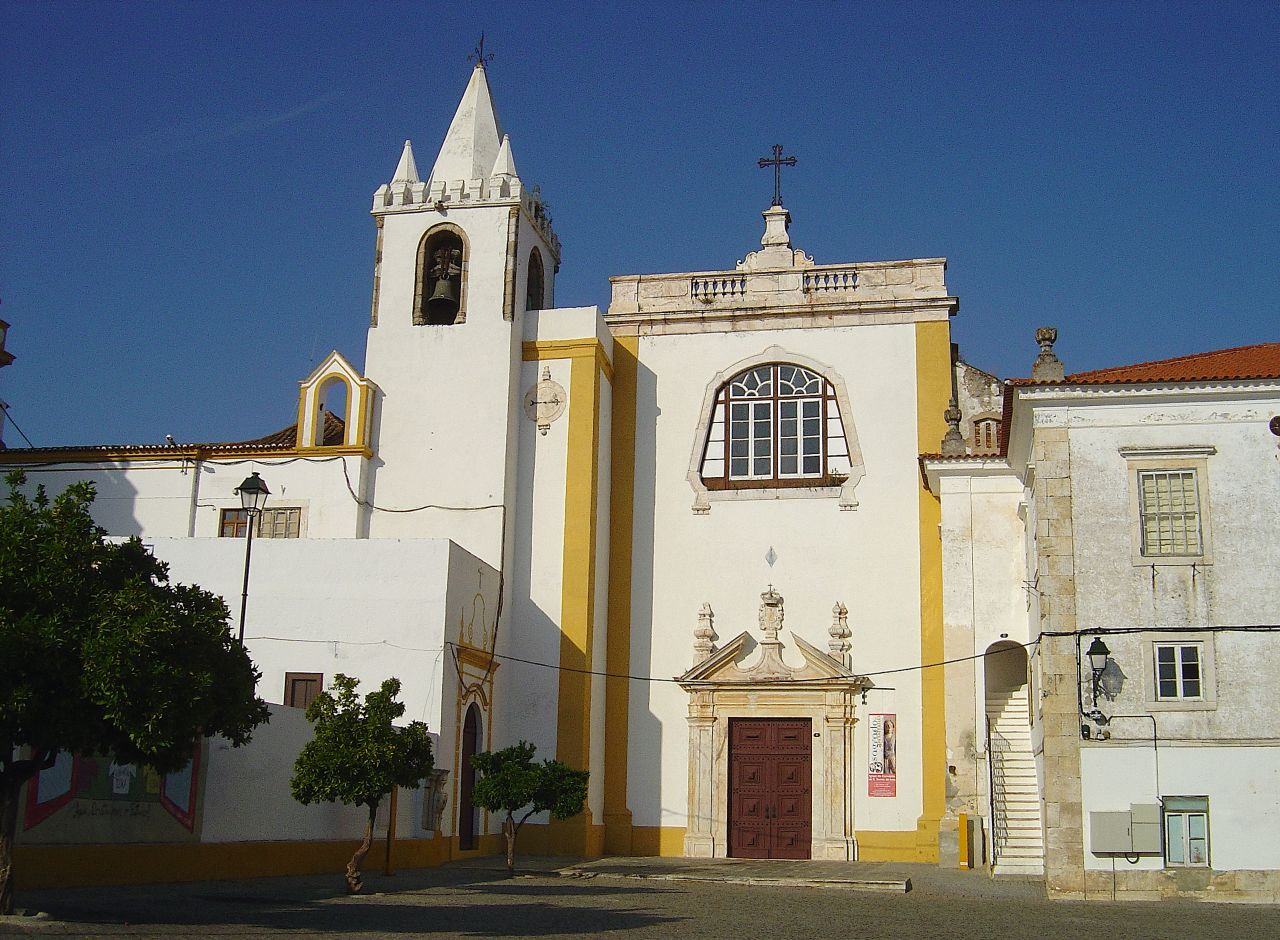